# Vòng loại Giải vô địch bóng đá thế giới 2006 – Khu vực châu Á
Vòng loại Giải vô địch bóng đá thế giới 2006 khu vực châu Á được tổ chức nhằm chọn ra những đội tuyển quốc gia ưu tú là thành viên của Liên đoàn bóng đá châu Á (AFC) tham dự Giải vô địch bóng đá thế giới 2006 diễn ra tại Đức.
44 đội tuyển là thành viên của AFC và FIFA đều đủ điều kiện tham dự Vòng loại. Campuchia, Philippines, Bhutan và Brunei không tham gia vòng loại; Myanmar bị cấm tham dự vòng loại. Do đó, có tổng cộng 39 đội tham gia để tranh 4,5 suất dự World Cup 2006.

## Thể thức
Vòng loại được tổ chức với 4 vòng như sau:
- Vòng 1: 14 đội xếp cuối cùng theo Bảng xếp hạng FIFA được bốc thăm chia cặp với nhau, mỗi cặp thi đấu 2 trận theo thể thức sân nhà – sân khách. 7 đội chiến thắng và 25 đội còn lại (tổng cộng 32 đội) giành quyền vào vòng 2.
- Vòng 2: 32 đội được chia thành 8 bảng với mỗi bảng 4 đội. Các đội trong mỗi bảng sẽ thi đấu với nhau 2 trận sân nhà – sân khách. 8 đội đứng đầu mỗi bảng giành quyền vào vòng 3.
- Vòng 3: 8 đội được chia thành hai bảng với mỗi bảng 4 đội thi đấu theo thể thức sân nhà – sân khách. Hai đội đứng đầu mỗi bảng (tổng cộng 4 đội) giành quyền tham dự FIFA World Cup 2006. Hai đội đứng thứ ba ở mỗi bảng sẽ giành quyền vào vòng 4 (play-off AFC).
- Vòng 4: Hai đội đá với nhau hai lượt trận trên sân nhà và sân khách để chọn ra một đội đá play-off với khu vực CONCACAF ở loạt trận play-off liên lục địa. Đội chiến thắng ở loạt trận play-off liên lục địa sẽ giành vé dự FIFA World Cup 2006.

## Vòng 1
| Đội 1             | TTS  | Đội 2       | Lượt đi | Lượt về |
| ----------------- | ---- | ----------- | ------- | ------- |
| Turkmenistan      | 13–0 | Afghanistan | 11–0    | 2–0     |
| Đài Bắc Trung Hoa | 6–1  | Ma Cao      | 3–0     | 3–1     |
| Bangladesh        | 0–4  | Tajikistan  | 0–2     | 0–2     |
| Lào               | 0–3  | Sri Lanka   | 0–0     | 0–3     |
| Pakistan          | 0–6  | Kyrgyzstan  | 0–2     | 0–4     |
| Mông Cổ           | 0–13 | Maldives    | 0–1     | 0–12    |

Trận đấu giữa Guam và Nepal đã được lên lịch thi đấu, sau đó Nepal đã rút lui nên Guam được vào vòng 2 nhưng sau đó Guam cũng rút lui.
Do đó, FIFA quyết định bầu ra một "đội thua cuộc may mắn" để chọn ra đội xuất sắc nhất trong số các đội thua cuộc đi tiếp vào vòng 2.
Những đội thua cuộc được xếp hạng dựa trên: a) điểm số; b) hiệu số bàn thắng bại; c) số bàn thắng ghi được.
| Đội         | ST | T | H | B | BT | BB | HS  | Đ |
| ----------- | -- | - | - | - | -- | -- | --- | - |
| Lào         | 2  | 0 | 1 | 1 | 0  | 3  | −3  | 1 |
| Bangladesh  | 2  | 0 | 0 | 2 | 0  | 4  | −4  | 0 |
| Ma Cao      | 2  | 0 | 0 | 2 | 1  | 6  | −5  | 0 |
| Pakistan    | 2  | 0 | 0 | 2 | 0  | 6  | −6  | 0 |
| Afghanistan | 2  | 0 | 0 | 2 | 0  | 13 | −13 | 0 |
| Mông Cổ     | 2  | 0 | 0 | 2 | 0  | 13 | −13 | 0 |

Lào là đội bước tiếp vào vòng 2.

## Vòng 2
Ở vòng này, 25 đội được vào thẳng cùng với 7 đội thắng vòng 1 được bốc thăm vào 8 bảng với mỗi bảng 4 đội. Các đội chơi các trận sân nhà và sân khách với các đội còn lại trong bảng của họ. 8 đội đứng đầu ở 8 bảng đấu giành quyền vào vòng 3.

### Bảng 1
| Đội    | ST | T | H | B | BT | BB | HS  | Đ  |  | Iran | Jordan | Qatar | Lào |
| ------ | -- | - | - | - | -- | -- | --- | -- |  | ---- | ------ | ----- | --- |
| Iran   | 6  | 5 | 0 | 1 | 22 | 4  | +18 | 15 |  | —    | 0–1    | 3–1   | 7–0 |
| Jordan | 6  | 4 | 0 | 2 | 10 | 6  | +4  | 12 |  | 0–2  | —      | 1–0   | 5–0 |
| Qatar  | 6  | 3 | 0 | 3 | 16 | 8  | +8  | 9  |  | 2–3  | 2–0    | —     | 5–0 |
| Lào    | 6  | 0 | 0 | 6 | 3  | 33 | −30 | 0  |  | 0–7  | 2–3    | 1–6   | —   |

### Bảng 2
| Đội               | ST | T | H | B | BT | BB | HS  | Đ  |  | Uzbekistan | Iraq | Nhà nước Palestine | Đài Bắc Trung Hoa |
| ----------------- | -- | - | - | - | -- | -- | --- | -- |  | ---------- | ---- | ------------------ | ----------------- |
| Uzbekistan        | 6  | 5 | 1 | 0 | 16 | 3  | +13 | 16 |  | —          | 1–1  | 3–0                | 6–1               |
| Iraq              | 6  | 3 | 2 | 1 | 17 | 7  | +10 | 11 |  | 1–2        | —    | 4–1                | 6–1               |
| Palestine         | 6  | 2 | 1 | 3 | 11 | 11 | 0   | 7  |  | 0–3        | 1–1  | —                  | 8–0               |
| Đài Bắc Trung Hoa | 6  | 0 | 0 | 6 | 3  | 26 | −23 | 0  |  | 0–1        | 1–4  | 0–1                | —                 |

### Bảng 3
| Đội       | ST | T | H | B | BT | BB | HS  | Đ  |  | Nhật Bản | Oman | Ấn Độ | Singapore |
| --------- | -- | - | - | - | -- | -- | --- | -- |  | -------- | ---- | ----- | --------- |
| Nhật Bản  | 6  | 6 | 0 | 0 | 16 | 1  | +15 | 18 |  | —        | 1–0  | 7–0   | 1–0       |
| Oman      | 6  | 3 | 1 | 2 | 14 | 3  | +11 | 10 |  | 0–1      | —    | 0–0   | 7–0       |
| Ấn Độ     | 6  | 1 | 1 | 4 | 2  | 18 | −16 | 4  |  | 0–4      | 1–5  | —     | 1–0       |
| Singapore | 6  | 1 | 0 | 5 | 3  | 13 | −10 | 3  |  | 1–2      | 0–2  | 2–0   | —         |

### Bảng 4
| Đội        | ST | T | H | B | BT | BB | HS  | Đ  |  | Kuwait | Trung Quốc | Hồng Kông | Malaysia |
| ---------- | -- | - | - | - | -- | -- | --- | -- |  | ------ | ---------- | --------- | -------- |
| Kuwait     | 6  | 5 | 0 | 1 | 15 | 2  | +13 | 15 |  | —      | 1–0        | 4–0       | 6–1      |
| Trung Quốc | 6  | 5 | 0 | 1 | 14 | 1  | +13 | 15 |  | 1–0    | —          | 7–0       | 4–0      |
| Hồng Kông  | 6  | 2 | 0 | 4 | 5  | 15 | −10 | 6  |  | 0–2    | 0–1        | —         | 2–0      |
| Malaysia   | 6  | 0 | 0 | 6 | 2  | 18 | −16 | 0  |  | 0–2    | 0–1        | 1–3       | —        |

### Bảng 5
| Đội               | ST | T | H | B | BT | BB | HS | Đ  |  | Cộng hòa Dân chủ Nhân dân Triều Tiên | Các Tiểu vương quốc Ả Rập Thống nhất | Thái Lan | Yemen |
| ----------------- | -- | - | - | - | -- | -- | -- | -- |  | ------------------------------------ | ------------------------------------ | -------- | ----- |
| CHDCND Triều Tiên | 6  | 3 | 2 | 1 | 11 | 5  | +6 | 11 |  | —                                    | 0–0                                  | 4–1      | 2–1   |
| UAE               | 6  | 3 | 1 | 2 | 6  | 6  | 0  | 10 |  | 1–0                                  | —                                    | 1–0      | 3–0   |
| Thái Lan          | 6  | 2 | 1 | 3 | 9  | 10 | −1 | 7  |  | 1–4                                  | 3–0                                  | —        | 1–1   |
| Yemen             | 6  | 1 | 2 | 3 | 6  | 11 | −5 | 5  |  | 1–1                                  | 3–1                                  | 0–3      | —     |

### Bảng 6
| Đội        | ST | T | H | B | BT | BB | HS  | Đ  |  | Bahrain | Syria | Tajikistan | Kyrgyzstan |
| ---------- | -- | - | - | - | -- | -- | --- | -- |  | ------- | ----- | ---------- | ---------- |
| Bahrain    | 6  | 4 | 2 | 0 | 15 | 4  | +11 | 14 |  | —       | 2–1   | 4–0        | 5–0        |
| Syria      | 6  | 2 | 2 | 2 | 7  | 7  | 0   | 8  |  | 2–2     | —     | 2–1        | 0–1        |
| Tajikistan | 6  | 2 | 1 | 3 | 5  | 9  | −4  | 7  |  | 0–0     | 0–1   | —          | 2–1        |
| Kyrgyzstan | 6  | 1 | 1 | 4 | 5  | 12 | −7  | 4  |  | 1–2     | 1–1   | 1–2        | —          |

### Bảng 7
| Đội      | ST | T | H | B | BT | BB | HS | Đ  |  | Hàn Quốc | Liban | Việt Nam | Maldives |
| -------- | -- | - | - | - | -- | -- | -- | -- |  | -------- | ----- | -------- | -------- |
| Hàn Quốc | 6  | 4 | 2 | 0 | 9  | 2  | +7 | 14 |  | —        | 2–0   | 2–0      | 2–0      |
| Liban    | 6  | 3 | 2 | 1 | 11 | 5  | +6 | 11 |  | 1–1      | —     | 0–0      | 3–0      |
| Việt Nam | 6  | 1 | 1 | 4 | 5  | 9  | −4 | 4  |  | 1–2      | 0–2   | —        | 4–0      |
| Maldives | 6  | 1 | 1 | 4 | 5  | 14 | −9 | 4  |  | 0–0      | 2–5   | 3–0      | —        |

### Bảng 8
| Đội          | ST | T | H | B | BT | BB | HS  | Đ  |  | Ả Rập Xê Út | Turkmenistan | Indonesia | Sri Lanka |
| ------------ | -- | - | - | - | -- | -- | --- | -- |  | ----------- | ------------ | --------- | --------- |
| Ả Rập Xê Út  | 6  | 6 | 0 | 0 | 14 | 1  | +13 | 18 |  | —           | 3–0          | 3–0       | 3–0       |
| Turkmenistan | 6  | 2 | 1 | 3 | 8  | 10 | −2  | 7  |  | 0–1         | —            | 3–1       | 2–0       |
| Indonesia    | 6  | 2 | 1 | 3 | 8  | 12 | −4  | 7  |  | 1–3         | 3–1          | —         | 1–0       |
| Sri Lanka    | 6  | 0 | 2 | 4 | 4  | 11 | −7  | 2  |  | 0–1         | 2–2          | 2–2       | —         |

## Vòng 3
Ở vòng này, 8 đội được chia thành hai bảng với mỗi bảng 4 đội. Mỗi đội thi đấu với các đội còn lại trong bảng của mình hai lượt trận sân nhà – sân khách để chọn ra 4 đội đứng đầu ở hai bảng (2 đội/bảng) giành quyền dự FIFA World Cup 2006. Trong khi đó, hai đội xếp thứ ba (ở hai bảng) tham gia trận play-off (AFC) để xác định một đội sẽ tranh suất play-off AFC – CONCACAF.

### Bảng 1
| Đội         | ST | T | H | B | BT | BB | HS | Đ  |  | Ả Rập Xê Út | Hàn Quốc | Uzbekistan | Kuwait |
| ----------- | -- | - | - | - | -- | -- | -- | -- |  | ----------- | -------- | ---------- | ------ |
| Ả Rập Xê Út | 6  | 4 | 2 | 0 | 10 | 1  | +9 | 14 |  | —           | 2–0      | 3–0        | 3–0    |
| Hàn Quốc    | 6  | 3 | 1 | 2 | 9  | 5  | +4 | 10 |  | 0–1         | —        | 2–1        | 2–0    |
| Uzbekistan  | 6  | 1 | 2 | 3 | 7  | 11 | −4 | 5  |  | 1–1         | 1–1      | —          | 4–0    |
| Kuwait      | 6  | 1 | 1 | 4 | 4  | 13 | −9 | 4  |  | 0–0         | 0–4      | 2–1        | —      |

- Ả Rập Saudi và Hàn Quốc giành quyền dự FIFA World Cup 2006.
- Uzbekistan tham dự vòng play-off AFC.

### Bảng 2
| Đội               | ST | T | H | B | BT | BB | HS | Đ  |  | Nhật Bản | Iran | Bahrain | Cộng hòa Dân chủ Nhân dân Triều Tiên |
| ----------------- | -- | - | - | - | -- | -- | -- | -- |  | -------- | ---- | ------- | ------------------------------------ |
| Nhật Bản          | 6  | 5 | 0 | 1 | 9  | 4  | +5 | 15 |  | —        | 2–1  | 1–0     | 2–1                                  |
| Iran              | 6  | 4 | 1 | 1 | 7  | 3  | +4 | 13 |  | 2–1      | —    | 1–0     | 1–0                                  |
| Bahrain           | 6  | 1 | 1 | 4 | 4  | 7  | −3 | 4  |  | 0–1      | 0–0  | —       | 2–3                                  |
| CHDCND Triều Tiên | 6  | 1 | 0 | 5 | 5  | 11 | −6 | 3  |  | 0–2      | 0–2  | 1–2     | —                                    |

- Nhật Bản và Iran giành quyền dự FIFA World Cup 2006.
- Bahrain tham dự vòng play-off AFC.

## Vòng 4 (play-off AFC)
Hai đội đứng thứ ba ở vòng loại 3 sẽ thi đấu với nhau để xác định một suất tham dự vòng play-off liên lục địa. Trận lượt đi ban đầu được diễn ra vào ngày 3 tháng 9 năm 2005 nhưng trận đấu đã được FIFA yêu cầu đá lại sau một sai lầm của trọng tài. Khi Uzbekistan dẫn trước 1–0, họ được hưởng một quả phạt đền nhưng trọng tài không công nhận bàn thắng và cho Bahrain một quả phạt gián tiếp vì phạm lỗi.
| Đội 1      | TTS     | Đội 2   | Lượt đi | Lượt về |
| ---------- | ------- | ------- | ------- | ------- |
| Uzbekistan | 1–1 (a) | Bahrain | 1–1     | 0–0     |

Bahrain giành quyền tham dự vòng play-off liên lục địa nhờ luật bàn thắng sân khách.

## Vòng play-off liên lục địa
Đội chiến thắng vòng play-off AFC (Bahrain) sẽ tham dự vòng này và gặp đại diện đến từ CONCACAF (Trinidad và Tobago). Hai đội sẽ đấu hai trận (sân nhà – sân khách). Đội chiến thắng chung cuộc sẽ giành quyền tham dự FIFA World Cup 2006.

## Các đội giành quyền tham dự FIFA World Cup 2006
| Đội         | Tư cách                  | Ngày vượt qua vòng loại | Số lần tham dự FIFA World Cup trước đây1 |
| ----------- | ------------------------ | ----------------------- | ---------------------------------------- |
| Ả Rập Xê Út | Đứng đầu bảng 1 (Vòng 3) | 8 tháng 6 năm 2005      | 3 (1994, 1998, 2002)                     |
| Nhật Bản    | Đứng đầu bảng 2 (Vòng 3) | 8 tháng 6 năm 2005      | 2 (1998, 2002)                           |
| Hàn Quốc    | Đứng nhì bảng 1 (Vòng 3) | 8 tháng 6 năm 2005      | 6 (1954, 1986, 1990, 1994, 1998, 2002)   |
| Iran        | Đứng nhì bảng 2 (Vòng 3) | 8 tháng 6 năm 2005      | 2 (1978, 1998)                           |

1 In đậm là năm đội đó vô địch. In nghiêng là năm quốc gia đó làm chủ nhà.

## Danh sách
Có tổng cộng 401 bàn thắng/136 trận đấu (kể cả 1 bàn thắng ở hai lượt trận play-off liên lục địa), trung bình có 2,95 bàn thắng/trận đấu.
9 bàn thắng
- Ali Daei

6 bàn thắng
- A'ala Hubail
- Lee Dong-gook
- Ali Ashfaq
- Begençmuhammet Kulyýew

5 bàn thắng
- Husain Ali
- Ilham Jaya Kesuma
- Bashar Abdullah
- Maksim Shatskikh

4 bàn thắng
- Vahid Hashemian
- Hong Yong-jo
- Bader Al-Mutawa
- Badar Al-Maimani
- Yasser Al-Qahtani
- Alexander Geynrikh

3 bàn thắng
- Talal Yousef
- Hao Haidong
- Li Jinyu
- Huang Wei-yi
- Javad Nekounam
- Razzaq Farhan
- Qusay Munir
- Takashi Fukunishi
- Mitsuo Ogasawara
- Takayuki Suzuki
- Badran Al Shagran
- Roda Antar
- Ali Nasseredine
- Sergey Chikishev
- Ibrahim Fazeel
- Ahmed Thoriq
- Roberto Kettlun
- Saad Al-Harthi
- Sami Al-Jaber
- Ibrahim Sowed
- Rejepmyrat Agabaýew
- Guwançmuhammet Öwekow
- Mohamed Omer
- Server Djeparov
- Mirjalol Qosimov
- Anvarjon Soliev
- Phan Văn Tài Em

2 bàn thắng
- Li Xiaopeng
- Shao Jiayi
- Chen Jui-te
- Chu Siu Kei
- P. Renedy Singh
- Arash Borhani
- Reza Enayati
- Mehdi Mahdavikia
- Alireza Vahedi Nikbakht
- Ebrahim Taghipour
- Salih Sadir
- Ahmad Mnajed
- Tatsuhiko Kubo
- Yuji Nakazawa
- Masashi Oguro
- An Yong-hak
- Kim Yong-su
- Kim Do-heon
- Lee Young-pyo
- Park Chu-young
- Mesaed Al Enezi
- Faraj Laheeb
- Evgeny Boldygin
- Mohamed Nizam
- Ahmed Mubarak
- Mohamed Al Hinai
- Amad Ali
- Khalifa Ayil Al-Naufli
- Taysir Amer
- Safwan Habaib
- Sayed Ali Bechir
- Mubarak Fazli
- Waleed Hamzah
- Waleed Jassem
- Talal Al-Meshal
- Mohammad Al-Shalhoub
- Mohammed Noor
- Indra Sahdan Daud
- Raja Rafe
- Yousef Shekh Eleshra
- Pirmurod Burkhanov
- Numonjon Hakimov
- Akmal Kholmatov
- Yusuf Rabiev
- Kiatisuk Senamuang
- Nazar Bayramov
- Wladimir Baýramow
- Leonid Koshelev
- Ali Al Nono

1 bàn thắng
- Duaij Naser Abdulla
- Mohamed Hubail
- Mohamed Husain
- Salman Isa
- Sayed Mahfoodh
- Li Weifeng
- Sun Jihai
- Xu Yunlong
- Yu Genwei
- Chang Wu-yeh
- Chiang Shih-lu
- Chuang Yao-tsung
- Kwok Yue Hung
- Ng Wai Chiu
- Wong Chun Yue
- Elie Aiboy
- Ismed Sofyan
- Budi Sudarsono
- Mohammad Nosrati
- Rahman Rezaei
- Nashat Akram
- Ahmad Salah Alwan
- Saad Attiya
- Hussam Fawzi
- Younis Mahmoud
- Emad Mohammed
- Jassim Swadi
- Toshiya Fujita
- Akira Kaji
- Tsuneyasu Miyamoto
- Shunsuke Nakamura
- Shinji Ono
- Naohiro Takahara
- Keiji Tamada
- Atsushi Yanagisawa
- Abdelhadi Al Maharmeh
- Haitham Al Shboul
- Hatem Aqel
- Moayad Mansour
- Awad Ragheb
- Mustafa Shehdeh
- Mahmoud Shelbaieh
- An Chol-hyok
- Choe Chol-man
- Kim Chol-ho
- Nam Song-chol
- Ri Han-jae
- Ri Hyok-chol
- Pak Song-gwan
- Sin Yong-nam
- Ahn Jung-hwan
- Cha Du-ri
- Cho Byung-kuk
- Choi Jin-cheul
- Lee Chun-soo
- Park Ji-sung
- Abdul Al Dawood
- Fahad Al Hamad
- Hamad Al Harbi
- Waleed Jumah
- Nawaf Humaidan
- Husain Seraj
- Vyacheslav Amin
- Valeri Berezovsky
- Vladimir Chertkov
- Azamat Ishenbaev
- Emil Kenjisariev
- Andrey Krasnov
- Phutthadavong Chanthalome
- Visay Phaphouvanin
- Sengphet Thongphachan
- Faysal Antar
- Mahmoud Chahoud
- Khaled Hamieh
- Haitham Zein
- Fu Weng Lei
- Rosdi Talib
- Mohd Amri Yahyah
- Assad Ghani
- Mohamed Nazeeh
- Ali Umar
- Ahmed Al Mukhaini
- Yousef Shaaban
- Francisco Atura
- Ziyad Al-Kord
- Ahmed Keshkesh
- Imad Zatara
- Meshal Abdullah
- Mohamed Salem Al Hamad
- Nayef Al Khater
- Saad Al-Shammari
- Bilal Mohammed
- Nasser Kamil Mubarak
- Wesam Rizik
- Sami Al-Anbar
- Talal Al-Meshal
- Fahad Fallata
- Saud Kariri
- Omar Sulaimani
- Khairul Mohd
- Channa Ediri
- Mohamed Hameed
- Kasun Jayasuriya
- Dudley Steinwall
- Chandradasa Karunaratne
- Rathnayake Mudyanselage
- Isuru Perera
- Jehad Al-Hussain
- Mohamad Yehya Al Rashed
- Meaataz Kailouni
- Sukhrob Hamidov
- Sarayoot Chaikamdee
- Therdsak Chaiman
- Jiensathawong Jakapong
- Anon Nanok
- Niweat Siriwong
- Sutee Suksomkit
- Nirut Surasiang
- Dovlet Bayramov
- Omar Berdiýew
- Gurbangeldi Durdiyev
- Artem Nazarov
- Didargylyç Urazow
- Rashid Abdulrahman
- Saleh Obaid
- Mohamed Rashid
- Bakhtiyor Ashurmatov
- Marat Bikmaev
- Vladimir Shishelov
- Nguyễn Minh Hai
- Phạm Văn Quyến
- Radwan Abduljabar
- Akram Al Selwi
- Saleh Al-Shehri
- Fathi Jaber

1 bàn phản lưới nhà
- Mohamed Salmeen (trong trận gặp Nhật Bản)
- Yahya Golmohammadi (trong trận gặp Qatar)
- Ebrahim Mirzapour (trong trận gặp Nhật Bản)
- Nitsavong Khoupchansy (trong trận gặp Iran)
- Battulga Khishigdalai (trong trận gặp Maldives)